# 矢野泰二郎
矢野 泰二郎（やの たいじろう、2002年5月22日 - ）は、愛媛県今治市出身のプロ野球選手（捕手）。右投右打。東京ヤクルトスワローズ所属。

## 経歴
済美高等学校3年時には愛媛県独自大会（新型コロナウイルス感染症流行に伴う特例措置）の準決勝で宇和島東高等学校に敗退した。
高校3年生の2020年に四国アイランドリーグplusのトライアウトを受験し、地元球団である愛媛マンダリンパイレーツの特別合格選手となり、入団した。矢野が受験したのは「トリドールホールディングス×四国アイランドリーグplus 高校生トライアウト」で、新型コロナウイルス感染症流行の影響で出場機会に影響を受けた四国の高校生を対象に受験料無料などの優遇措置を伴って実施された。
愛媛では2021年は開幕直後に肩を故障して手術を受けた影響で、後期の5試合の出場にとどまる。2022年には背番号を入団当初の「38」から「2」に変更した。しかしレギュラー捕手の座は上甲凌大がつかむ形となり、出場は一塁手や指名打者がメインで「悔しくて仕方なかった」という。上甲は2022年のNPBドラフト会議で横浜DeNAベイスターズから育成指名され、2023年は矢野が正捕手となる機会が訪れたが今度は開幕後に肘の負傷で前期は12試合の出場にとどまった。最終的にこのシーズンは42試合の出場で、NPBドラフト指名候補にも挙げられた。2024年には62試合に出場して打率.303の成績を残し、捕手のポジションでベストナインにも選出された。
2024年10月24日に開催されたNPBドラフト会議にて、東京ヤクルトスワローズから5巡目で指名を受けた。11月20日に、契約金3000万円、年俸700万円（いずれも推定）で仮契約を結んだ。背番号は57。担当スカウトは押尾健一。

## 詳細情報

### 独立リーグでの打撃成績
出典は2022年までが「一球速報.com」、2023年以降はリーグのデータサイト。
| 年 度     | 球 団     | 試 合 | 打 席 | 打 数 | 得 点 | 安 打 | 二 塁 打 | 三 塁 打 | 本 塁 打 | 塁 打 | 打 点 | 盗 塁 | 盗 塁 死 | 犠 打 | 犠 飛 | 四 球 | 敬 遠 | 死 球 | 三 振 | 併 殺 打 | 打 率 | 出 塁 率 | 長 打 率 | O P S |
| --------- | --------- | ----- | ----- | ----- | ----- | ----- | -------- | -------- | -------- | ----- | ----- | ----- | -------- | ----- | ----- | ----- | ----- | ----- | ----- | -------- | ----- | -------- | -------- | ----- |
| 2021      | 愛媛      | 5     | 15    | 14    | 1     | 3     | 1        | 0        | 0        | 4     | 0     | 0     | 0        | 0     | 0     | 0     | -     | 1     | 5     | 1        | .214  | .267     | .286     | .553  |
| 2022      | 愛媛      | 39    | 123   | 112   | 10    | 10    | 2        | 0        | 1        | 26    | 12    | 0     | 0        | 3     | 1     | 7     | -     | 0     | 20    | 1        | .188  | .233     | .232     | .465  |
| 2023      | 愛媛      | 42    | 134   | 107   | 9     | 21    | 4        | 0        | 1        | 28    | 19    | 0     | 1        | 3     | 1     | 15    | -     | 8     | 16    | 2        | .196  | .336     | .262     | .598  |
| 2024      | 愛媛      | 62    | 220   | 178   | 16    | 54    | 12       | 1        | 4        | 80    | 19    | 1     | 3        | 13    | 2     | 22    | -     | 5     | 21    | 2        | .303  | .391     | .449     | .841  |
| 通算：4年 | 通算：4年 | 148   | 492   | 411   | 36    | 88    | 19       | 1        | 6        | 138   | 50    | 1     | 4        | 19    | 4     | 44    | -     | 14    | 62    | 6        | .214  | .309     | .336     | .644  |

### 背番号
- 38（2021年）
- 2（2022年 - 2024年）
- 57（2025年[1] - ）